# The Magician's Birthday
The Magician's Birthday è il quinto album in studio del gruppo musicale britannico Uriah Heep pubblicato nel novembre 1972. Parte del materiale fu composto anche dal bassista Gary Thain.

## Tracce

### Lato A
1. Sunrise (Hensley) – 4:04
2. Spider Woman (Box, Byron, Kerslake, Thain) – 2:25
3. Blind Eye (Hensley) – 3:33
4. Echoes in the Dark (Hensley) – 4:48
5. Rain (Hensley) – 3:59

### Lato B
1. Sweet Lorraine (Box, Byron, Thain) – 4:13
2. Tales (Hensley) – 4:09
3. The Magician's Birthday (Box, Hensley, Kerslake) – 10:19

## Formazione
- David Byron – voce
- Ken Hensley – tastiere, chitarra, moog
- Mick Box – chitarra
- Gary Thain – basso
- Lee Kerslake – batteria, percussioni, kazoo